# Васил Дудаклиев
Васил Пенев Дудаклиев е български лекар, просветен деец и общественик от Македония.

## Биография
Роден е около 1881 година в град Струмица, тогава в Османската империя, днес в Северна Македония, но живее повече в град Гевгели. Завършва в 1904 година с деветнадесетия випуск Солунската българска мъжка гимназия. По-късно завършва медицина в Американския университет в Бейрут. Известно време учителства в Гевгели. По молба на струмишкия митрополит Герасим от 25 юни 1911 година е назначен за български районен лекар в Струмица. Той е единственият екзархийски лекар, който влиза в разногласия с Българската екзархия по въпроси, отнасящи се до изпълнението на поети от него задължения. Поради това през следващата 1912 година е уволнен. През същата година по време на Балканската война е избран за градски кмет на Струмица.
Участва в Първата световна война като санитарен подпоручик, дружинен лекар в Шести пехотен полк. Награден е с орден „За военна заслуга“.
През 1920 година седалището на Струмишката окръжна здравна служба се премества от Струмица в Петрич, който става административен център на новоучредения Петрички окръг, след отнемането на Струмишко от България по силата на Ньойския договор и закриването на Струмишкия окръг. Доктор Васил Дудаклиев е назначен за първи окръжен лекар на Петрич. Впоследствие той се отдава на частна практика в града. През 1925 година във връзка с Петричкия инцидент от името на гражданството, Дудаклиев и други общественици от града, подписват благодарствено писмо до войводата Георги Въндев.